# Belleserre
 Belleserre  es una población y comuna francesa, ubicada en la región de Mediodía-Pirineos, departamento de Tarn, en el distrito de Castres y cantón de Dourgne.

## Demografía
| 128 | 109 | 99 | 101 | 100 | 103 |
| Para los censos de 1962 a 1999 la población legal corresponde a la población sin duplicidades (Fuente: INSEE [Consultar]) |     |    |     |     |     |

## Monumentos

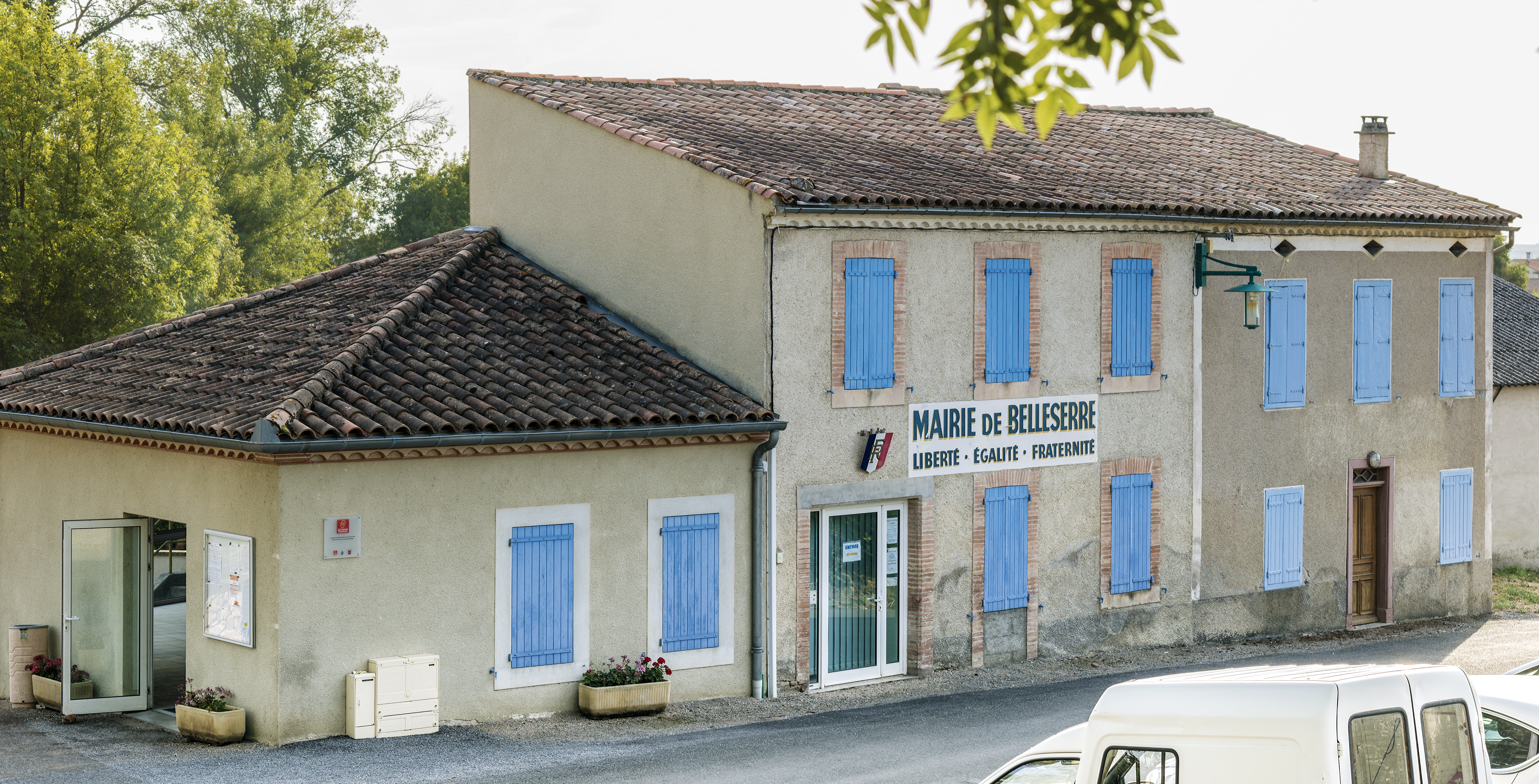
El Ayuntamiento.
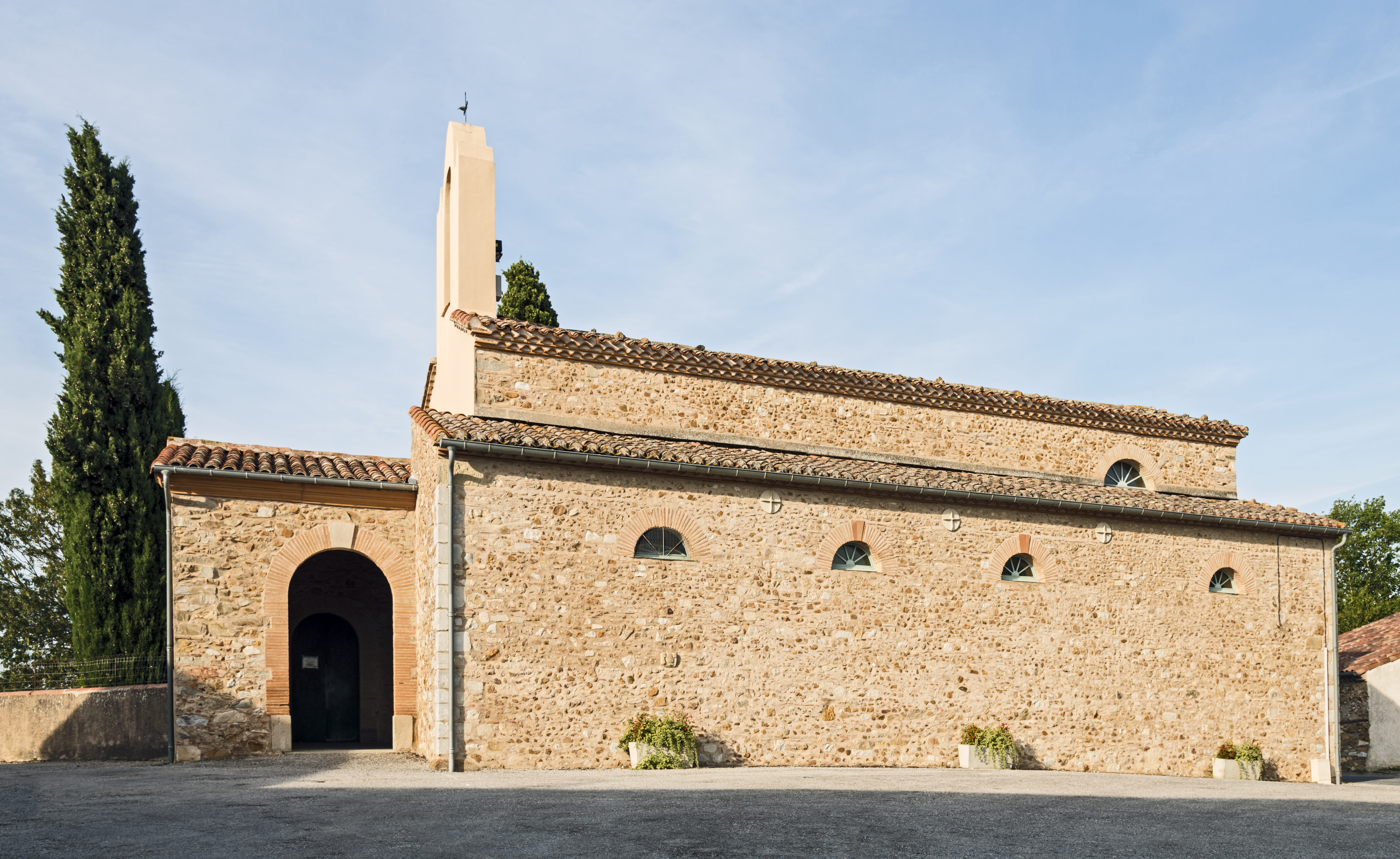
La Iglesia.
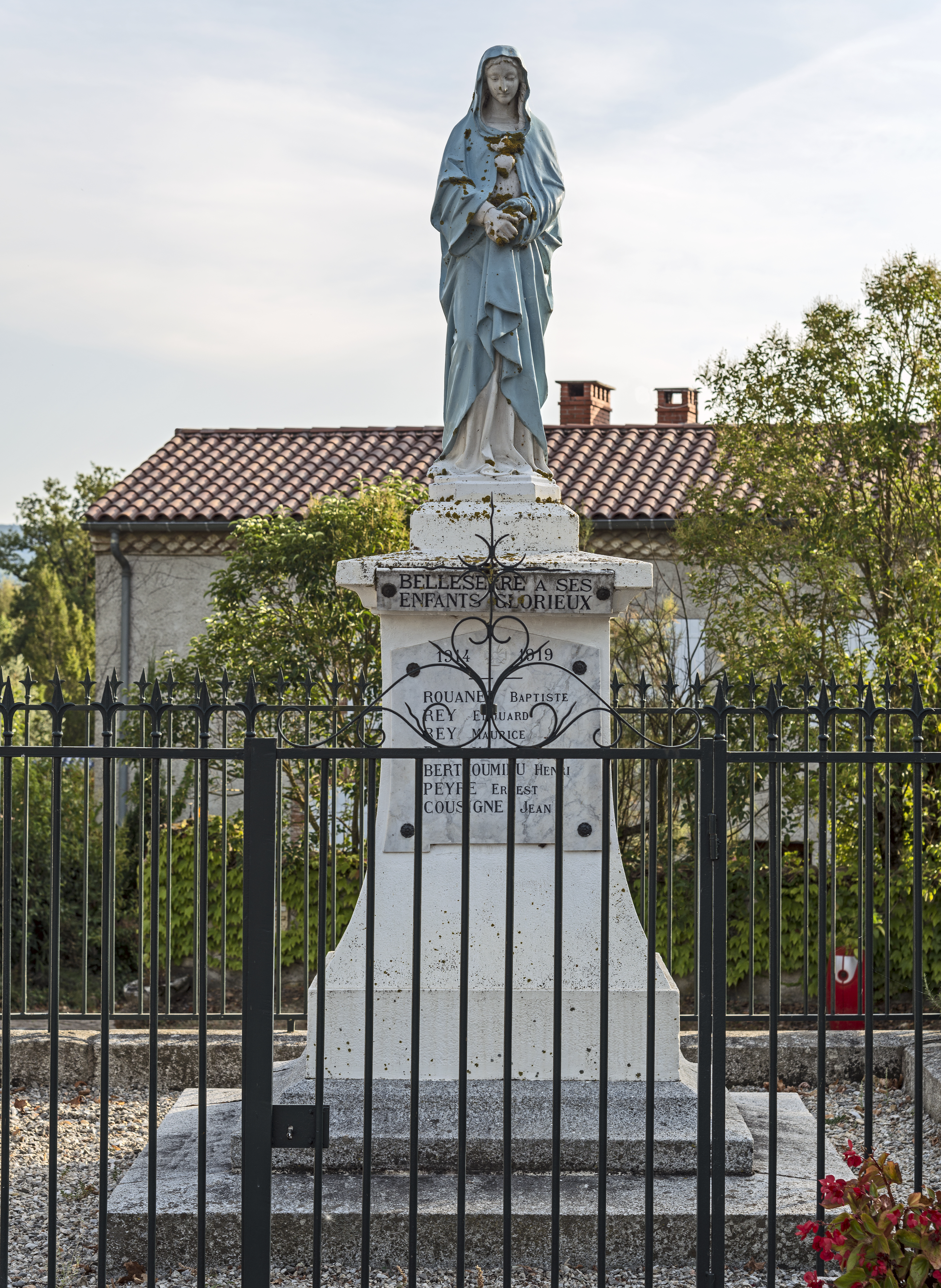
El monumento de la guerra